# Hemerodromia albicornis
Hemerodromia albicornis är en tvåvingeart som beskrevs av Johann Wilhelm Meigen 1822. Hemerodromia albicornis ingår i släktet Hemerodromia och familjen dansflugor.
Artens utbredningsområde är Tyskland. Inga underarter finns listade i Catalogue of Life.